# Cristòfol Serra Simó
Cristòfol Serra Simó (Palma, 28 de setembre del 1922 - Palma, 6 de setembre del 2012) fou un escriptor i traductor mallorquí en castellà. El 1946 es llicencià en dret per la Universitat de Madrid i el 1963 en filosofia i lletres per la Universitat de València. Fou professor d'idiomes en diversos centres d'ensenyament secundari. Ha traduït al castellà obres de William Blake, Lao Tse, Edward Lear, Herman Melville, Henri Michaux i Jonathan Swift. És interessat per la cultura de signes profètics i per la filosofia xinesa. El 2006 fou investit doctor honoris causa a la Universitat de les Illes Balears.

## Obres
- Péndulo (1957)
- Viaje a Cotiledonia (1965)
- Retorno a Cotiledonia (1973)
- Péndulo y otros papeles (1975)
- Diario de signos (1980)
- Guia para el lector del Apocalipsis (1980)
- Con un solo ojo (1986)
- La noche oscura de Jonás (1984)
- La soledad esencial (1987)
- Augurio Hipocampo (1994)
- Nótulas (1999)
- Las líneas de mi vida (2000)
- Visiones de Catalina de Dülmen (2000)